# Paralcidia rufitincta
Paralcidia rufitincta là một loài bướm đêm trong họ Geometridae.